# Трасилл Мендес
Трасилл Мендес, також відомий як Трасилл Александрійський, що з римським громадянством звався Тиберіусом Клаудіусом Трасиллом, був граматиком та літературним критиком египетсько-грецького походження. А також астрологом і близьким другом римського імператора Тиберія, про що згадано в «Анналах» Тацита та в «Дванадцяти Цезарях» Светонія.

## Походження
Трасилл був египтянином, але водночас й грецьким нащадком з невідомого роду, оскільки його предки та родичі — сучасники правління династії Птолемеїв, яка встановлювала свої правила. Він родом або з Мендеса, або з Александрії. Різні вторинні джерелах вказують на те, що Трасилл походить з Александрії (так написано у Oxford Classical Dictionary), але нема першоджерел, які б це підтверджували.

## Тиберій
Трасилл зустрів Тиберія під час періоду Тиберієвого добровільного заслання на грецький острів Родос, десь між 4 р. до н. е. та 1 р. н. е. Трасилл став близьким і шанованим слугою Тиберія, і той перейняв від Трасилла зацікавлення у стоїцизмі та астрології.
Він передбачив, що Тиберія викличуть назад в Рим й офіційно назвуть спадкоємцем Августа. Коли Тиберій повернувся до Риму, Трасилл супроводжував його і залишався близьким йому. Під час панування імператора Тиберія, Трасилл служив його досвідченим судовим астрологом спочатку в Римі, а потім на Капрі. Оскільки Тиберій надзвичайно поважав Трасилла, тож винагородив його за дружбу й надав Трасиллу та його родині римське громадянство.
Невістка Тиберія, його племінниця Лівія консультувалась з Трасиллом під час свого роману з Сеяном, прем'єр-міністром Тиберія. Трасилл таємно підтримував Сеяна і переконав Тиберія покинути Рим і вирушити до Капрі. Чоловік внучки Трасилла, Невій Суторій Макрон дав наказ знищити Сеяна. Невідомо, чи допомагав йому у цьому своїми знаннями Трасилл. Він залишався на Капрі з Тиберієм, даючи поради імператору щодо його стосунків з різними претендентами на владу. Фаворитом Трасилла-помічника був племінник Тиберіуса, Калігула, який мав любовний роман з його внучкою Енією Трасиллою.
У 36 році н. е. Трасилл вселив у Тиберія віру в те, що той проживе ще наступні 10 років. Фальшивим передбаченням Трасилл врятував життя багатьох римських вельмож, які були б безпідставно підозрювані у змові проти Тиберія. Тиберій, повіривши Трасиллу, був переконаний, що переживе будь-яких змовників, тож не зміг їм протистояти. Трасилл помер раніше Тиберія, тож не дожив, щоб побачити реалізацію його передбачення — Калігула став наступником Тиберія.

## Академічна робота
Трасилл за професією був граматиком та літературним критиком. Він редагував роботи, написані Платоном та Демокрітом. Згідно з Encyclopaedia Judaica, він написав, що вихід ізраїльтян з Єгипту відбувся у 1690 році до н. е. Ці розділи містять інформацію про Дудімоса І, Іпувера Папіруса та Шифра.

## Сім'я
Трасилл одружився зі принцесою Коммагени, яку звали Акою. Вона була Коммагенською монархинею вірменського, грецького та медського походження. Ака була однією з дочок колишнього чинного монарха Коммагени Мітрідата  і його дружини-кузини Йотапи, що була сестрою Антіоха ІІІ. Хоч завдяки батькам Ака також була наслідницею чинних монархів Королівства династії Птолемеїв. Трасилл одружився з Акою всліпу у другій половині І ст. до н. е., причини цього шлюбу невідомі.
Ака народила Трасиллу принаймні двох дітей:
- Еннія Трасилла, що стала дружиною преторіанського правителя Невія Суторія Макрона
- Тиберій Клавдій Балбіл

## У художній літературі
Трасилл є песонажем серії новел, написаних Робертом Грейвсом, «Я, Клавдій». За сюжетом, передбачення Трасилла завжди здійснюються. Зокрема, він передбачує розп'яття Христа, і те, що його вчення переможе багатобожжя римлян. Також в кінці його життя пояснюється, що пророцтво щодо Тиберія неправильно сприйняли. Трасилл стверджує, що «Тиберій Клавдій правитиме через 10 років», через що Тиберій почав сміливо критикувати і глузувати з Калігули, хоча передбачення Трасилла дійсне, бо ім'я Цезаря — «Тиберій Клавдій»
У телевізійному мінісеріалі, адаптації новел, роль Трасилла грав Кевін Стоуні, який раніше також зіграв його у серіалі «Цезарі» (1968).
З іншого боку, Трасилла і його нащадків показано як голодних до влади шарлатанів у серії новел «Romanike».